# Trichoplusia commidendri
Trichoplusia commidendri är en fjärilsart som beskrevs av Thomas Vernon Wollaston 1879. Trichoplusia commidendri ingår i släktet Trichoplusia och familjen nattflyn. Inga underarter finns listade i Catalogue of Life.